# 3 000 mètres masculin aux championnats du monde d'athlétisme en salle 2024
Pour un article plus général, voir Championnats du monde d'athlétisme en salle 2024.
Navigation
2022 2025
L'épreuve du 3 000 mètres masculin des championnats du monde en salle de 2024 se déroule le 2 mars 2024 dans l'Emirates Arena de Glasgow, en Écosse.

## Résultats
| Rang               | Athlète                | Pays            | Temps   | Notes |
| ------------------ | ---------------------- | --------------- | ------- | ----- |
| Médaille d'or      | Josh Kerr              | Grande-Bretagne | 7:42.98 |       |
| Médaille d'argent  | Yared Nuguse           | États-Unis      | 7:43.59 | SB    |
| Médaille de bronze | Selemon Barega         | Éthiopie        | 7:43.64 |       |
| 4                  | Getnet Wale            | Éthiopie        | 7:44.77 |       |
| 5                  | Olin Hacker            | États-Unis      | 7:45.40 | SB    |
| 6                  | Adel Mechaal           | Espagne         | 7:45.67 |       |
| 7                  | Pietro Arese           | Italie          | 7:46.46 |       |
| 8                  | John Heymans           | Belgique        | 7:48.18 |       |
| 9                  | Mohamed Ismail Ibrahim | Djibouti        | 7:50.05 | PB    |
| 10                 | Hicham Akankam         | Maroc           | 7:55.04 |       |
| 11                 | Federico Riva          | Italie          | 8:02.66 |       |
| 12                 | Mohammad Karim Yaqoot  | Afghanistan     | 9:37.10 | SB    |

## Légende
Records et Performances
- AR : Record continental (area record)
- CR : Record des championnats (championship record)
- MR : Record du meeting (meet record)
- NR : Record national (national record)
- OR : Record olympique (olympic record)
- PR : Record paralympique (paralympic record)
- PB : Record personnel (personal best)
- SB : Meilleure performance personnelle de la saison (season's best)
- WL : Meilleure performance mondiale de l'année (world leader)
- WJR : Record du monde junior (world junior record)
- WR : Record du monde (world record)

Circonstances et Conditions
- DNF : N'a pas terminé (did not finish)
- DNS : N'a pas pris le départ (did not start)
- DQ : Disqualification (disqualification)
- NM : Aucun essai valable enregistré (No Mark)
- Q : Qualifié « directement » au prochain tour (ou à la prochaine compétition), lors d'une compétition majeure, grâce au classement ou à la réalisation des minima (automatic qualifier)
- q : Qualifié au prochain tour (ou à la prochaine compétition), lors d'une compétition majeure, grâce au repêchage ou à la réalisation de l'une des meilleures performances parmi celles des « non qualifiés directement » (grâce au meilleur temps ou à la meilleure distance par exemple) (secondary qualifier)